# احمد گنجی‌زاده
احمد گنجی‌زاده (زاده ۱۳۰۷ - تهران) تهیه‌کننده سینمای اهل ایران است.

## نویسنده
- سرسپرده (۱۳۵۶)

## تهیه‌کننده
- سرسپرده (۱۳۵۶)
- صمد خوشبخت می‌شود (۱۳۵۴)
- قسم (۱۳۵۴)
- مرد شرقی و زن فرنگی (۱۳۵۴)
- جوانمرد (۱۳۵۳)
- عروس پابرهنه (۱۳۵۳)
- مراد برقی و هفت دخترون (۱۳۵۳)
- مظفر (۱۳۵۳)
- شهر قصه (۱۳۵۲)
- خیلی هم ممنون (۱۳۵۱)
- ایواللّه (۱۳۵۰)
- مردی از جنوب شهر (۱۳۴۹)
- دنیای آبی (۱۳۴۸)
- چرخ فلک (۱۳۴۶)

## جشنواره‌ها
- برنده جایزه بهترین فیلم سوم (شهر قصه) در ششمین دوره جشنواره فیلم سپاس تهران - ۱۳۵۳